# Chiesa di Santa Rita alle Fontanelle

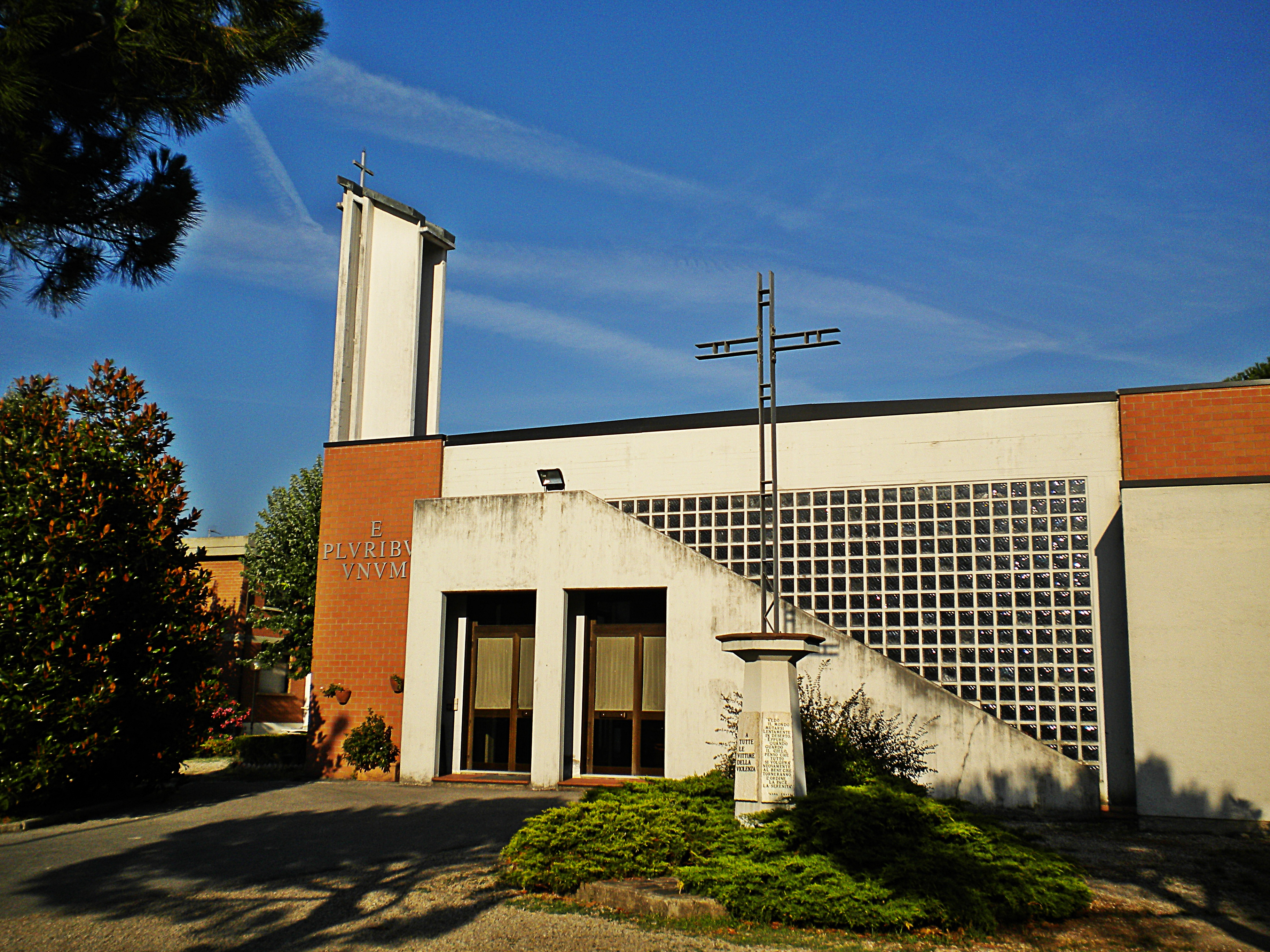
Santa Rita alle Fontanelle

La chiesa di Santa Rita alle Fontanelle si trova a Prato.

## Storia e descrizione
Completata nel 1993 (era stata progettata da Paolo Paoletti e Francesco Gramigni nel 1981), la chiesa è un basso edificio parallelepipedo con risalti angolari per sacrestia e cappella feriale. Di fianco all'altare maggiore è un Battesimo di Cristo (1994), scagliola di Leonetto Tintori.
Accanto alla chiesa si trovano vari ambienti parrocchiali, tra cui un teatro. Nella piazza antistante alla chiesa si trova un monumento "a tutte le vittime della violenza".
In occasione della Festa di S. Rita ogni anno si tiene il concerto bandistico e il mercatino di beneficenza.

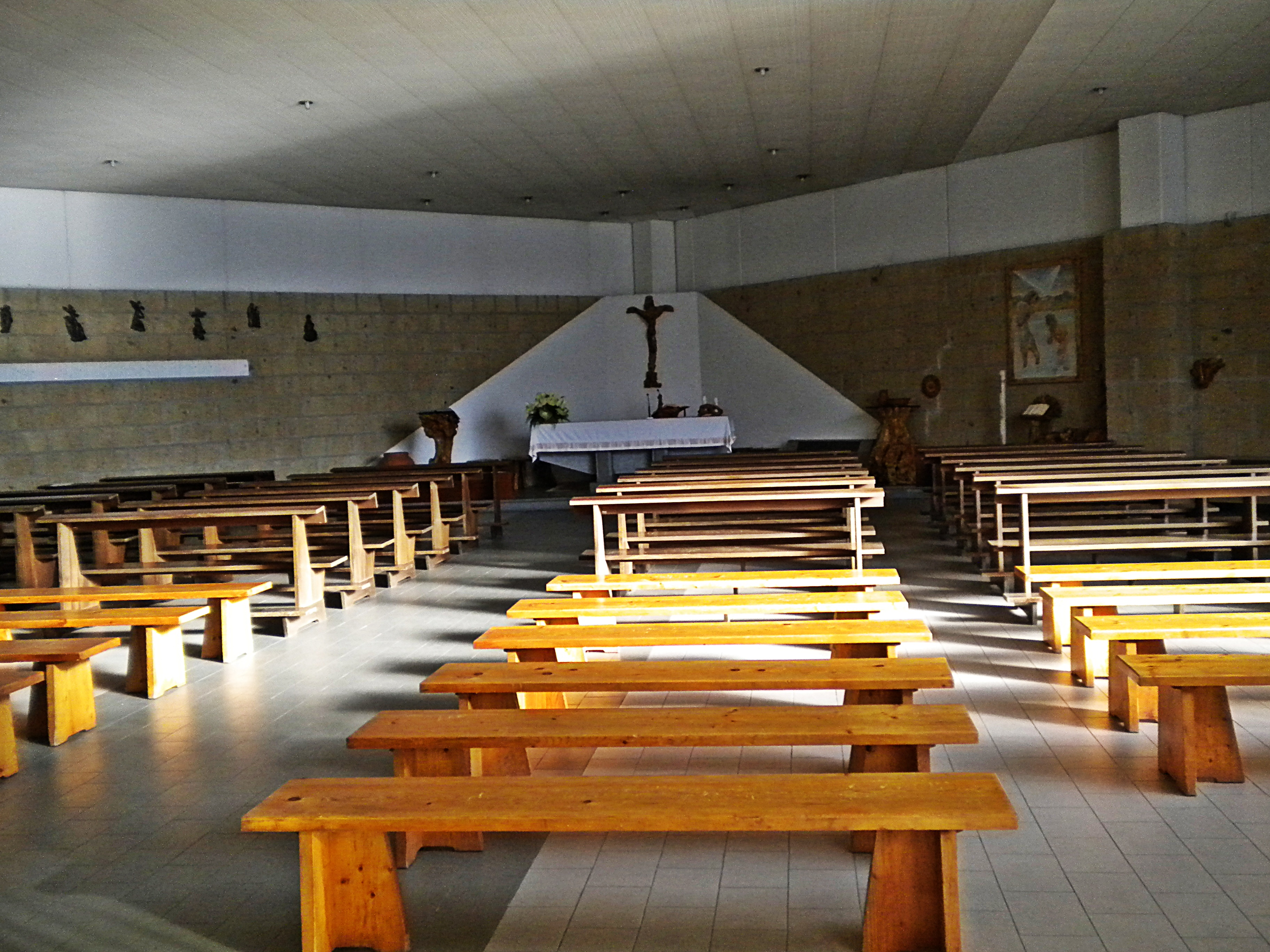
Interno
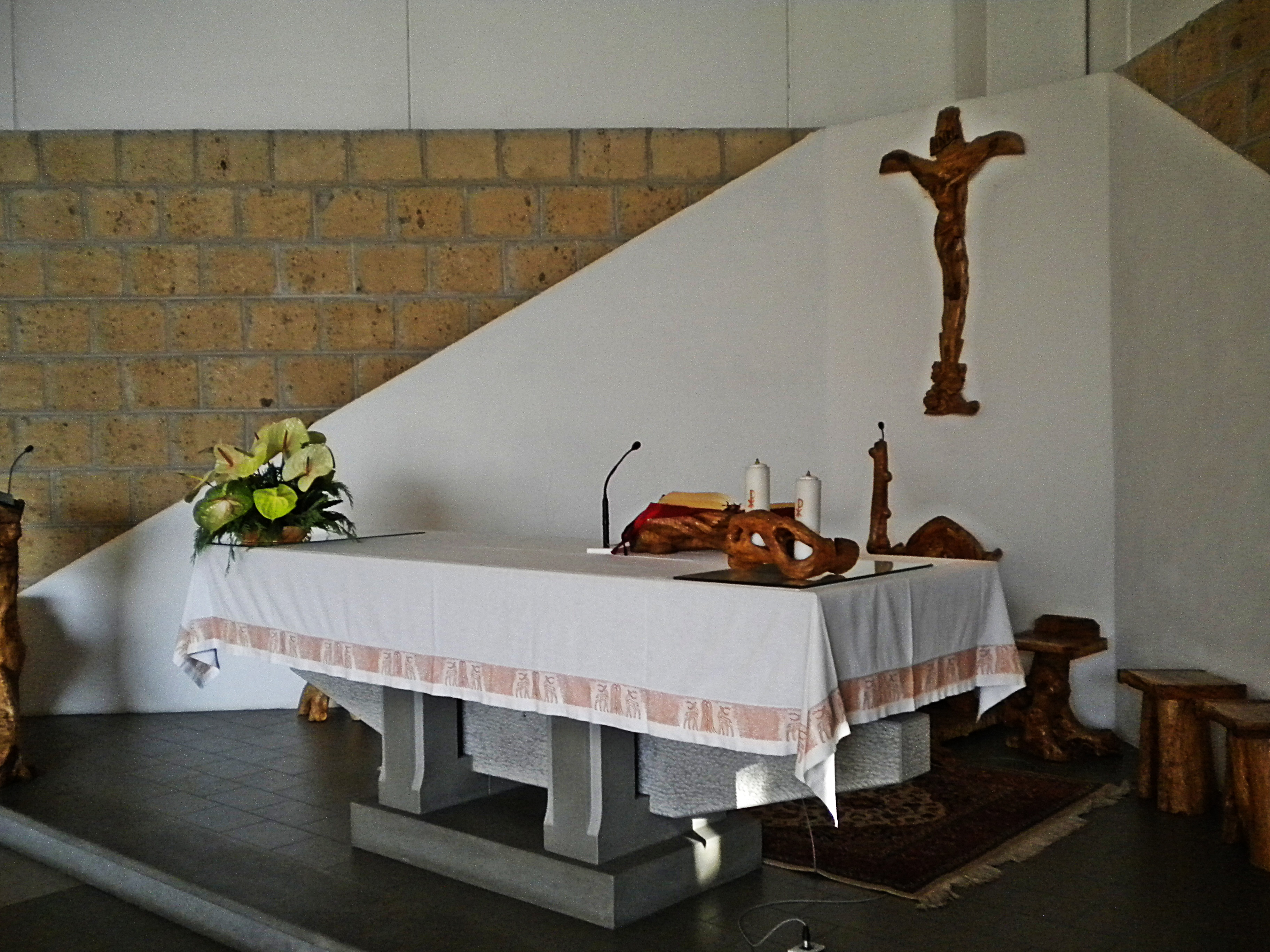
Altare